# Edifici Caixa Catalunya
L'Edifici Caixa Catalunya, situat al xamfrà oest de la Via Laietana i l'avinguda de la Catedral (plaça d'Antoni Maura) de Barcelona, està catalogat com a bé cultural d'interès local.

## Història
Va ser construït entre 1930 i 1939 pels arquitectes José Yárnoz Larrosa i Luis Menéndez Pidal Alvarez per a allotjar la seu del Banc d'Espanya a Barcelona. El 1955 va passar a mans de Caixa Catalunya, després CatalunyaCaixa i actualment BBVA.
Al subsol de la Via Laietana hi ha les restes d'una estació inacabada del Gran Metro de Barcelona que mai va entrar en funcionament.

## Descripció
És un edifici de grans dimensions, amb façanes que donen a tres carrers. Consta de semisoterrani, planta baixa, tres pisos i terrat.
La porta d'entrada es troba a la cantonada que dona a la plaça Antoni Maura i té forma axamfranada, amb la part central més enfonsada que les laterals. A la planta baixa s'obren tres grans arcades d'arc de mig punt amb les claus de volta substituïdes per mènsules que aguanten una cornisa que separa aquest nivell del superior. Als laterals uns requadres emmarquen el logotip de Caixa Catalunya. Al pis superior quatre columnes estriades d'ordre jònic que ocupen dos pisos aguanten un entaulament. Entre les columnes són visibles uns balcons al primer pis i finestres al segon. En els laterals unes pilastres jòniques també aguanten l'entaulament; entre elles s'obren fornícules amb dues escultures femenines a l'interior, i per sobre dos alts relleus de caps de lleó rugint. L'últim pis està ocupat per un rellotge al centre i parells finestres a banda i banda separats per relleus decoratius. Als extrems també s'obren parells de finestres. Aquest nivell està coronat per una cornisa a sobre de la qual es recolza un grup escultòric signat per V. Navarro: al centre es representa l'escut d'Espanya flanquejats per una figura masculina, amb casc alat, i una femenina, amb espigues, tot envoltat de fruits. Per darrere d'aquest grup sobresurt un alt cos de forma oval, amb relleus estrellats als centre, columnes a les cantonades i tot coronat per un fris amb relleus i un mur esglaonat. Als laterals s'aixequen cossos quadrangulars més petits on es repeteix els motius de relleus estrellats i el mur esglaonat.
La façana de la Via Laietana té un seguit de petites obertures aparellades a la planta soterrani. A la planta baixa es repeteixen les grans arcades amb la clau de volta substituïda per mènsules que aguanten una cornisa. Al primer pis grans columnes jòniques que aguantem un entaulament ocupen la part central. Entre les columnes s'obren balcons individuals als dos nivells. Als extrems s'obren balcons tant al primer com al segon pis; els del primer pis tenen la barana de pedra decorada amb relleus estrellats. Per sobre de l'entaulament, a l'últim pis, hi ha parells de finestres rectangulars. Corona la façana una cornisa i per sobre la barana del terrat. Als extrems s'aixeques dos cossos quadrangulars, el que es correspon amb el cos de la cantonada i un altre a l'altre extrem de característiques similars.
La façana de l'Avinguda de la Catedral té les mateixes formes que l'anterior però a continuació hi ha la cantonada amb el carrer Doctor Joaquim Pou que és de forma arrodonida. Aquesta cantonada segueix els mateixos esquemes que les altres façanes però a la planta baixa s'obre una gran porta d'arc de mig punt i les columnes dels pisos superiors són substituïdes per pilastres jòniques.
La façana del carrer del Doctor Joaquim Pou és igual a les altres excepte en les grans columnes que són substituïdes per pilastres llises sense cap decoració.
Tot l'edifici és d'un gran monumentalisme amb l'exterior seguint línies clàssiques i l'interior decorat seguint l'estil conegut com a secessió vienesa. En conjunt són unes formes poc utilitzades a Catalunya però més fàcils de trobar a la capital espanyola, d'on són originaris els arquitectes.